# Pesterwitz

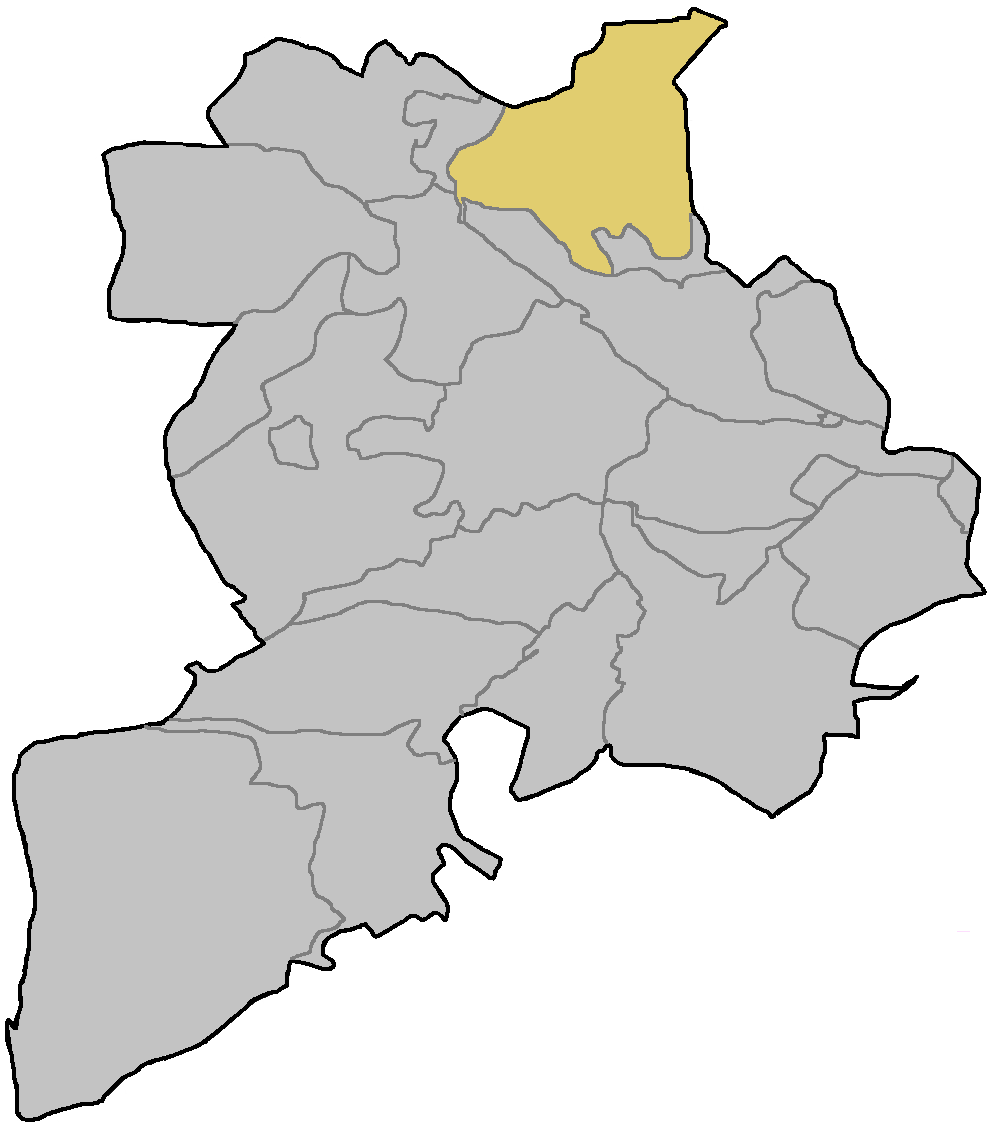
Pesterwitz

Pesterwitz is een dorp in de Duitse gemeente Freital, deelstaat Saksen, en telde 3263 inwoners (31 december 2017).

Zie verder onder Freital (stad).